# بيلفلور (رواية)
بيلفلور (بالإنجليزية: Bellefleur)‏ هي رواية للكاتبة الأمريكية جويس كارول أوتس، نشرت عام 1980، عن دار نشر إي بي داتون.

## روابط خارجية
- بيلفلور على موقع الموسوعة البريطانية (الإنجليزية)